# Подішор
Подішо́р — село в Солотвинській селищній громаді Тячівського району Закарпатської області України.
У 1902-році згадка під назвою Podisor. Інші знадки: 1907- Pogyisor, 1913-Pogyisor, 1944-Podisor, Подишоръ, 1983- Подішор, Подишор.
Валігове
Валігове - колишнє село в Україні, в Закарпатській області.
Об'єднане з селом Подішор рішенням облвиконкому Закарпатської області №155 від 15.04.1967
Перша згадка у 1860: Vale es Dyala Igovi, інші згадки - 1892: Vályá, Gyalu Igovi, 1898: Vályá, Gyalu Igovi, 1900: Vályá, Gyalu Igovi, 1902: Vályagaluigovi, 1944: Igóvölgy, 1967: Валігове.

## Географія
Через село тече річка Глибокий Потік, права притока Апшиці.